# Angampora

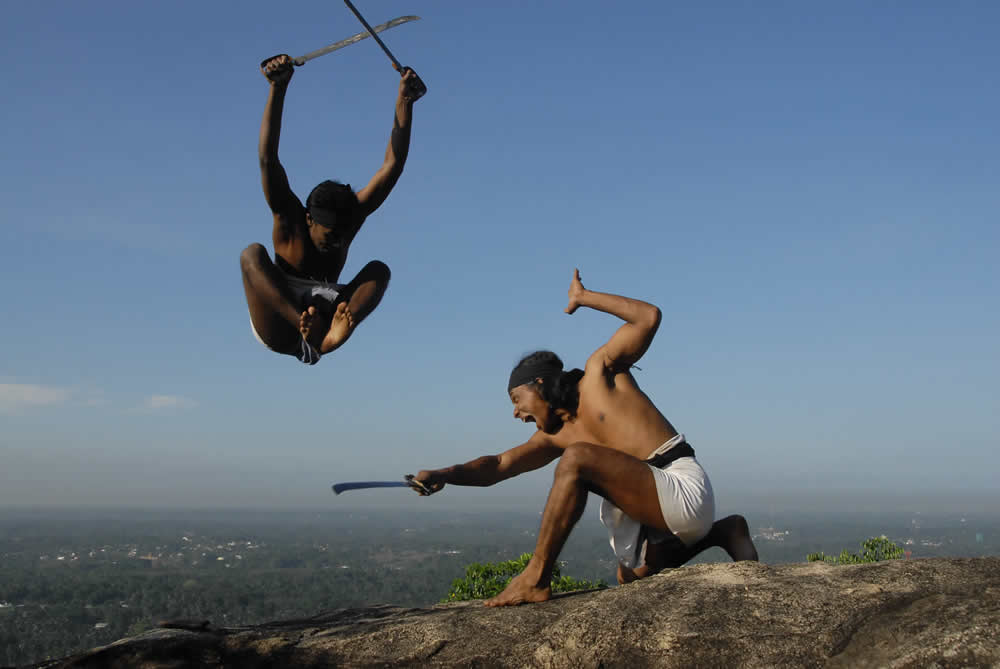
Angampora-Schaukämpfer

Angampora bezeichnet die singhalesische Kampfkunst, die allgemeine Körper- und Meditationsübungen, bewaffnete sowie waffenlose Kampf- und Selbstverteidigungstechniken umfasst. Seit der „Wiederentdeckung“ entsprechender Traditionen zu Beginn des 21. Jahrhunderts wird in Sri Lanka unter diesem Namen Kampfsport praktiziert.
Der moderne Name leitet sich ab von den Wortbestandteilen anga- (ඇඟ áṅga, Körper, Gliedmaße) und pora (පොර pora, Kampf), bezieht sich also vor allem auf waffenlose Praktiken. Angam-Kämpfer organisieren sich in Angam Maduwas. In der Vergangenheit waren andere Bezeichnungen verbreitet.

## Geschichte

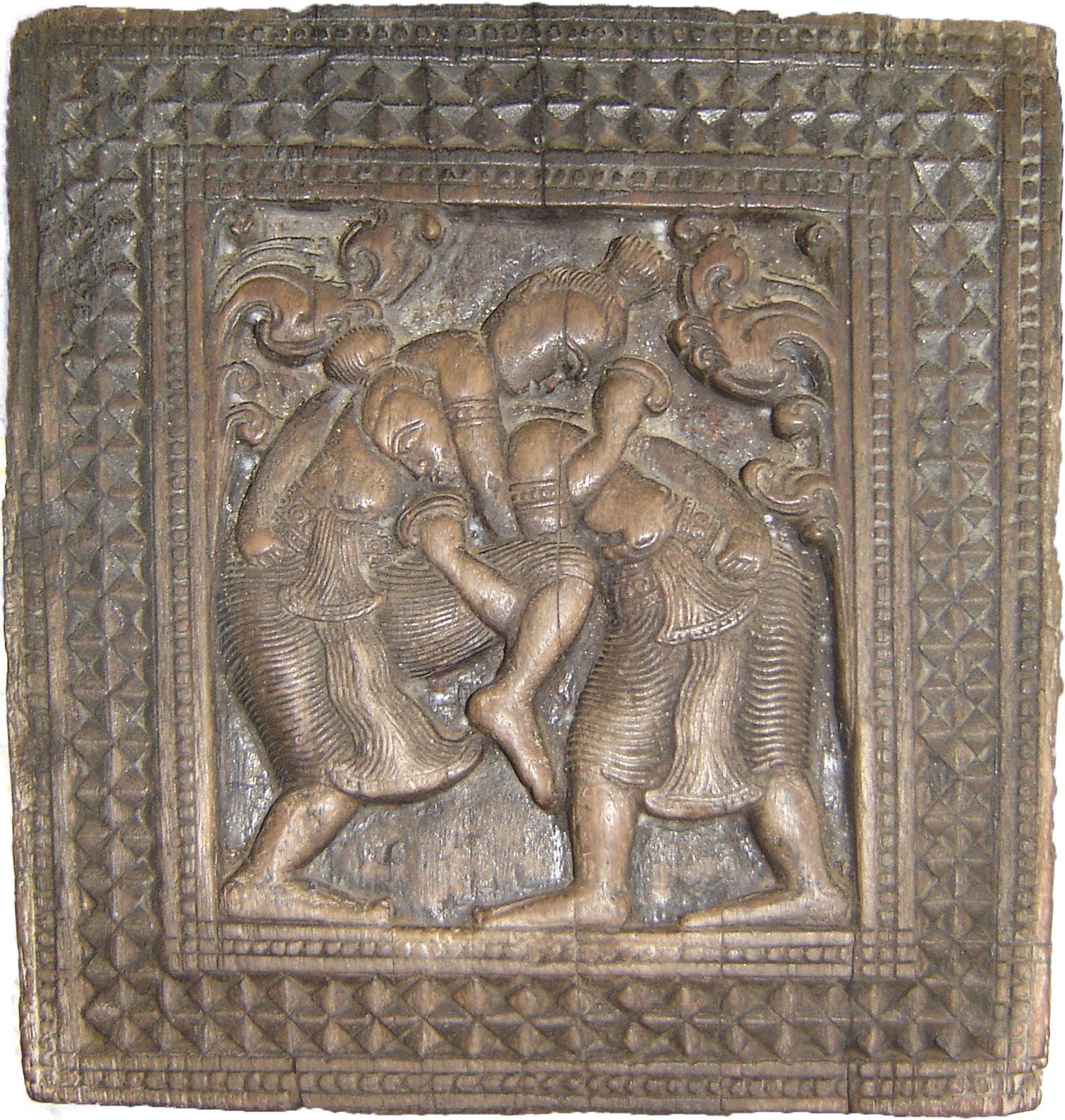
Holzschnitzerei: zwei Ringer in einer Brunnen-Arena. 14. Jahrhundert, Embekka Devalaya-Tempel, in Kandy

Mythen und traditionelle Überlieferungen, die mittlerweile weite Verbreitung im Internet finden, behaupten eine seit vielen Jahrtausenden bestehende Linie von auch in kriegerischen Auseinandersetzungen sehr erfolgreichen Angam-Kämpfern. Die tatsächliche kulturelle Bedeutung von Kampfkunst auf der Insel Sri Lanka lässt sich zwar anhand überlieferter Dichtungen und Kunstwerke allgemein und über einen langen Zeitraum nachweisen, nicht aber eine ununterbrochene Praxis von genau bestimmbaren Kampfkunsttechniken. Vielmehr ist, wie in allen Kulturen der Welt, von ständiger Weiterentwicklung geübter Kampfpraktiken auszugehen.

### Kolonialzeit
Ein Meister der sogenannten Maruwalliya-Schule soll sich bereits in der Schlacht von Mulleriyawa (1562, entscheidender Sieg von Sitawaka gegen Portugal) hervorgetan haben; während zahlreiche andere Kampfkunst-Meister in der Schlacht fielen. Fest steht, dass im frühen 19. Jahrhundert zwei seit langem bestehende Kampfschulen im Königreich Kandy existierten, die von den britischen Eroberern als Maruwalliya/Mawroowalia und Sudhaliya/Soodalia transkribiert wurden. Beide Schulen verfügten über je zehn Meister, die durch das Königreich reisten und Schüler rekrutierten, sowie je einen königlich bestellten Oberaufseher, der für seine Schule den höfischen Offiziersrang Muhandiram Nilame führte. Deren Aufgabe war jeweils die Unterweisung von Leibgarde und möglicherweise auch der Armee in ihren jeweiligen Techniken, vor allem jedoch die Organisation von Schaukämpfen am Königshof, die Gladiatorenspielen gleichkamen. Aufgrund der Popularität solcher Kämpfe gab es eine Rivalität zwischen beiden Schulen und ihren Anhängern, die zu Spannungen und sogar inneren Unruhen zwischen den Parteien führte.
Bald nach der Unterwerfung von ganz Sri Lanka durch die Briten 1815 in der Konvention von Kandy endete die Tradition der beiden Kampfschulen unrühmlich: Die höfischen Positionen der zwei „Chief Gladiators“ wurden 1818 im Zuge von kolonialen Reformen als „unnötig“ abgeschafft und alles zugehörige Personal wurde einer militärischen Abteilung zugeordnet.
Die Existenz eines angeblichen Dekrets von Gouverneur Robert Brownrigg aus dem Jahr 1817, welches das Niederbrennen von Kampfkunstzentren und das Verstümmeln von aufgespürten Angam-Kämpfern befohlen haben soll, ist allerdings nicht durch zeitgenössische Quellen bezeugbar. Die häufig behauptete Teilnahme von Angam-Kämpfern im Widerstand gegen die britischen Kolonialherren ist ebenfalls nicht hinreichend nachgewiesen. Britische Expeditionsberichte legen auch nicht nahe, dass die von ihnen bekämpften einheimischen Rebellen außergewöhnliche oder gar furchteinflößende Nahkampffähigkeiten gezeigt hätten, womit mögliche drakonische Verbote und Strafen begründbar gewesen wären.
Auch wenn es wohl kein offizielles umfängliches Verbot des Angampura in Britisch-Ceylon gab, kam es mit dem Ende der königlich geförderten, professionalisierten Gladiatorenkämpfe auch zu einem nachhaltigen Niedergang der einheimischen Kampfkunst.

### Wiederbelebung
Lokale Kampfsportgruppen organisierten sich bald nach dem Ende der britischen Kolonialherrschaft, doch erst ab 2001 organisierte sich ein nationaler Verband. In den folgenden Jahren kam es zu breiterer öffentlicher Anerkennung und zur Förderung von Angampora durch das sri-lankische Kultur- und Kunstministerium. TV-Serien und Filme popularisierten Angampora in der Bevölkerung, wie etwa die Filmdoku Angam (2011), die auch vom Goethe-Institut unterstützt wurde.
Der STIMA-Verband unterhält in Sri Lanka elf Angampora-Zentren, mit dem größten in der Hauptstadt Colombo. Ein Guru praktiziert in Deutschland und der Schweiz.

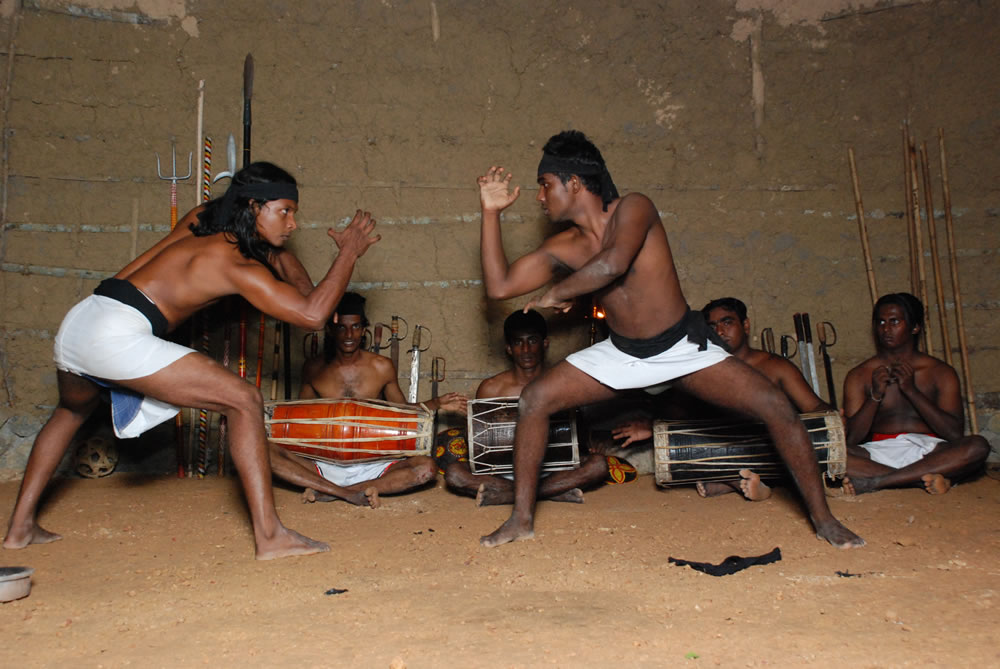
Angampora-Ringkämpfer

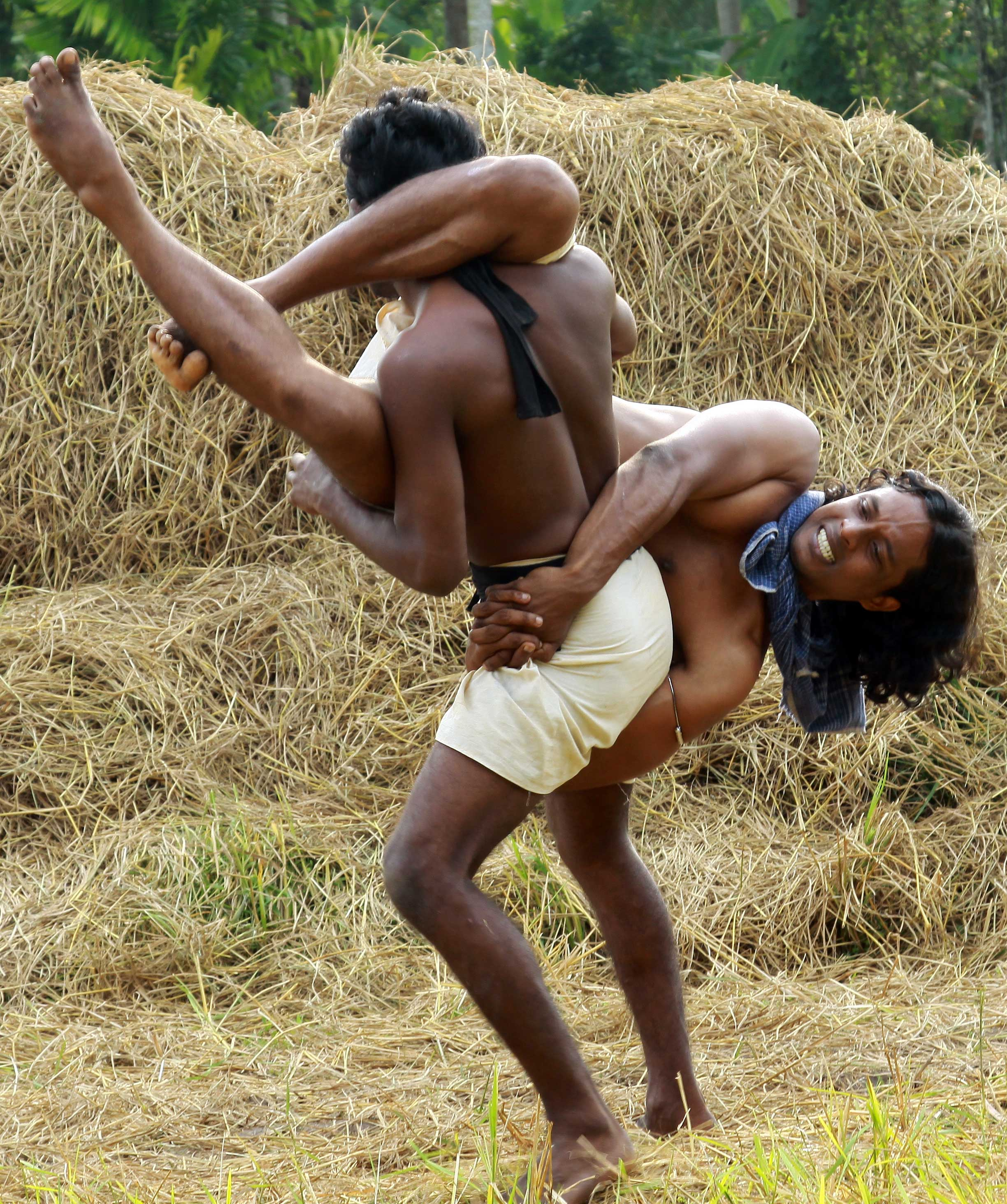
Ringkämpfer

## Techniken
Die singhalesische Tradition kennt drei Arten der Kampfkunst: Das eigentliche, waffenlose Angam, das den Einsatz des menschlichen Körpers im Kampf betrifft; das Illangam, welches den Umgang mit einheimischen Nahkampfwaffen umfasst; sowie schließlich das Maya Angam, welches Zauberei, Beschwörungen und spirituelle Attacken beschreibt.
Angam beschäftigt sich vornehmlich mit dem unbewaffneten Kampf, welcher in die Disziplinen gataputtu (entspricht etwa dem Ringen, mit Griffen und Fixiertechniken), pora haramba (Schlagen und Blocken) und maru kala (Angriffe auf Schmerzzonen und Nervenknoten) eingeteilt werden kann. Eine andere Untergliederung gibt vier Kategorien vor: guti haramba (Schläge und Tritte), pora haramba (Ringen, Niederwerfen, Bodenkampf), gata haramba (Hebel- und Grifftechniken) sowie ilan haramba (Attacken auf Nerven- und Pressurpunkte). Ebenfalls wird unterschieden zwischen Fußtechniken (mulla panina) und Handtechniken (amaraya). Ziel von Angam-Duellen ist es, den Gegner mit Griffen zu fixieren oder anderweitig kampfunfähig zu machen.
Illangam kennt zahlreiche Nahkampfwaffen, darunter Kurzschwert (keti kaduwa), Säbel, Messer, Schild (paliya) und verschiedene Längen von Kampfstäben. Exotischer ist die aus Hirschhorn gefertigte Handwaffe ankaningse/an-kirinnya. Die mehrschwänzige Metallpeitsche (je nach Quelle: velayudaya, ethunu kaduwa, suruttuwaluwa oder auch paticaluya – siehe: Urumi für die vergleichbare tamilische Waffe Südindiens) ist Meistern vorbehalten.
Rituale im Angampora entstammen dem Buddhismus und umfassen das Entzünden dreier Kerzen zu Beginn von Training und Kämpfen, Meditation der Kämpfenden vor Kampfbeginn und rhythmisches Trommeln während der Duelle.